# Глинское (Черниговская область)
Глинское (укр. Глинське) — село в Талалаевском районе Черниговской области Украины. Население — 22 человека. Занимает площадь 0,113 км².
Код КОАТУУ: 7425382002. Почтовый индекс: 17210. Телефонный код: +380 4634.

## Власть
Орган местного самоуправления — Красноколядинский сельский совет. Почтовый адрес: 17210, Черниговская обл., Талалаевский р-н, с. Красный Колядин, ул. 30-летия Победы, 15.